# Saint-Étienne
Saint-Étienne (in arpitano Sant-Etiève) è un comune francese di 172 569 abitanti (al 1º gennaio 2022), dal 1855 capoluogo del dipartimento della Loira, nella regione dell'Alvernia-Rodano-Alpi.

## Geografia e clima
È la quattordicesima città francese e la seconda della Regione Rodano-Alpi, dopo Lione, dalla quale dista circa 60 km e 45 minuti in auto o in treno. Saint-Étienne Métropole è inoltre la seconda Comunità di Agglomerazione regionale dopo Grenoble Alpes Métropole e la sesta comunità più grande in Francia (quarantatré comuni, 383 211 abitanti circa, più di 13.000 imprese di cui 146 con più di 100 dipendenti). Gode di un clima relativamente mite, nonostante sia da considerarsi una città di alta collina, con un'altezza media di 520 metri s.l.m., e i suoi perimetri comunali toccano il fiume Loira con il quartiere di Saint-Victor-sur-Loire.

## Storia
A lungo nota come la città “dell'arma, dei cicli e del nastro", Saint-Étienne è attualmente impegnata in un vasto programma di rinnovamento urbano per guidare la transizione dalla fase di città industriale, ereditata dal diciannovesimo secolo, a quella di “Capitale del design "del XXI secolo. Ciò è stato riconosciuto con l'ingresso di Saint-Étienne nella rete UNESCO delle città creative nel 2010.
La città ha vissuto un notevole sviluppo industriale nella prima metà del Novecento, grazie alla presenza in zona di un ricco bacino carbonifero, che oggi non è più sfruttato. Solo all'interno dei confini cittadini si sono contati fino a 900 diversi pozzi di estrazione (miniere). L'ultimo pozzo è stato chiuso nel 1983. La comunità dei minatori è sempre stata composta, in gran parte, da immigrati, di cui molti italiani (in maggior parte siciliani). Grande importanza riveste anche l'industria tessile e quella delle armi.

## Monumenti e luoghi d'interesse
Il notevole patrimonio architettonico di Saint-Étienne dal XIV secolo al XX secolo ha portato al riconoscimento dell'etichetta di «Città d'Arte e Storia», attribuito nel 2006.
Il 22 novembre 2010, la città è inclusa dall'UNESCO nella rete delle "Città creative del design".
La Torre del Chimico, la Borsa del Lavoro, il Municipio, la Prefettura, la Manifattura delle Armi, il ponte ferroviario più antico in Europa continentale (monumento classificato) e molti altri edifici sono alcuni esempi di questo patrimonio architetturale.
Inoltre, Saint-Étienne offre oltre 700 ettari di parchi e spazi verdi dove sono state installate numerose sculture e installazioni artistiche. Una replica della Statua della Libertà è visibile non lontano dal centro della città, nel sito “Jules Ferry”, all'incrocio tra Grand'Rue e rue Chevreul.
- Cattedrale di San Carlo Borromeo

A pochi minuti dal centro della città sono:
- il "Pont du Bois Monzil" a Villars, il ponte ferroviario più antico nell'Europa continentale, costruito nel 1827 e classificato come monumento storico;
- la frazione di Saint-Victor-sur-Loire (villaggio-quartiere eccentrico, "enclave" appartenente al comune di Saint-Étienne), che ospita in riva al lago artificiale di Grangent un centro nautico e una spiaggia attrezzata, definita "la plage des stéphanois", e la Riserva Naturale Regionale di Saint-Étienne - Gorges de la Loire.
- Il castello feudale di Rochetaillée.
- La vetta di Guizay a quasi 900 metri di altezza e da cui si gode un panorama eccezionale sulla città: proprio in cima e nell'asse della "Grand'Rue" si trova la famosa statua del Cristo Redentore del mondo fatta erigere nel 1933.
- Il Parco Regionale del Pilat. Questo vasto parco di oltre 700 km² culmina a 1432 metri a Crêt de la Perdrix. Si tratta di una riserva importante per la flora e la fauna di queste regioni montuose. Vi si trova anche, a Le Bessat, un sito importante per gli sport invernali nella zona settentrionale dell'Alto Pilat.

## Cultura
- Il Museo d'arte moderna (Musée d'art moderne): la seconda collezione in Francia dopo quella del Centre Pompidou di Parigi (oltre 4000 metri quadrati di superficie espositiva, più di 15.000 opere in riserva, più di 900 pezzi di design). La collezione ospita opere di Picasso, Fernand Léger, Andy Warhol e Jean Dubuffet, tra gli altri.
- Il Museo di Arte e Industria (Musée d'art et d'industrie): ospitato in un edificio Secondo Impero recentemente recuperato, circondato da un giardino. Questo museo ospita la prima collezione al mondo di nastri, la prima collezione di cicli francese la seconda collezione francese di armi. Questo ricchissimo museo è una brillante testimonianza del glorioso passato industriale della città.
- Il Museo della Miniera (Musée de la mine): è il “più giovane” museo di Saint-Étienne, inaugurato nel 1991. I vecchi edifici del Pozzo Couriot oggi ospitano le memorie dell'ex bacino carbonifero della Loira. È possibile scendere nella miniera di carbone, dove sono ricostruite le condizioni di lavoro dei minatori e l'evoluzione delle tecniche di estrazione. È in corso la trasformazione degli spazi circostanti in un parco urbano.
- Il Museo della Vecchia Saint-Étienne (Musée du vieux Saint-Étienne). Questo museo si trova in un palazzo del XVII secolo, l'"Hôtel Villeneuve". Attraverso una grande collezione, si scopre la storia di Saint-Étienne.
- Il Memoriale della Resistenza e della Deportazione della Loira, un piccolo museo che espone la dolorosa storia della resistenza e la deportazione durante la guerra nella regione del 1939/1945.
- Il Museo dei trasporti urbani di Saint-Étienne (Musée des transports urbains de Saint-Étienne et sa région), che si trova a Saint-Priest-en-Jarez (un sobborgo a nord del territorio comunale di Saint-Étienne) presso il sito del deposito principale della STAS (operatore della rete urbana) espone la storia dei trasporti urbani. La città è sede di alcune delle vecchie attrezzature di trasporto urbano della città (tram, filobus, autobus).
- Nel 2008 è stato inaugurato un centro di studio e produzione dedito al design industriale, struttura promossa dall'Ecole de Beaux-Arts de Saint-Étienne e dal Comune di Saint-Étienne, battezzata col nome di Cité du Design. Struttura avveniristica, progettata dallo studio LIN (architetti Lin Geipel e Giulia Andi) è il risultato della ristrutturazione parziale del sito della ex-MAS (Manufacture d'Armes de Saint-Étienne, allora fabbrica e base militare insieme) e della costruzione di un nuovo edificio, chiamato "La Platine". Una torre di osservazione, che richiama le torri di estrazione di carbone, svetta a 31 metri di altezza.

## Saint-Étienne Città UNESCO del design
Da novembre 2010, Saint-Étienne entra a far parte della rete delle Città Creative dell'UNESCO come Città del design. Le collaborazioni tra le 11 città che attualmente costituiscono la rete sono numerose e si sviluppano anche al di fuori del tema specifico del design.
Lista delle Città Creative UNESCO – Sezione Design
- Berlino (Germania)
- Buenos Aires (Argentina)
- Graz (Austria)
- Kōbe (Giappone)
- Montréal (Canada)
- Nagoya (Giappone)
- Pechino (Cina)
- Seul (Corea del Sud)
- Shanghai (Cina)
- Shenzhen (Cina)

## Politica e amministrazione
Nel Medioevo, la città è governata da fiduciari e consoli eletti per un incarico presso l'ex Hotel de Ville (situato nell'attuale Piazza Boivin) sotto la supervisione del signore di Saint-Priest-en-Jarez.
Saint-Étienne è comune autonomo di Saint-Priest-en-Jarez nel 1793. La città viene ufficialmente chiamata “Saint-Étienne” nel 1801, Saint-Étienne-sur-Loire nel 1969 e, infine, nel 1970, di nuovo Saint-Étienne.
Nel corso del tempo Saint-Étienne ha assorbito molti comuni vicini, come Beaubrun, Montaud, Valbenoîte, Outre-Furens (o Furan) nel 1855, Saint-Victor-sur-Loire nel 1969 e, nel 1973, Terrenoire e Rochetaillée. Ha ceduto Planfoy a Saint-Genest-Malifaux nel 1863.

### Cantoni
Fino alla riforma del 2014 il territorio comunale della città di Saint-Étienne era ripartito su nove cantoni:
- Cantone di Saint-Étienne-Nord-Est-1: comprende parte della città di Saint-Étienne
- Cantone di Saint-Étienne-Nord-Est-2: comprende parte della città di Saint-Étienne e i comuni di Saint-Priest-en-Jarez e Saint-Jean-Bonnefonds
- Cantone di Saint-Étienne-Nord-Ouest-1: comprende parte della città di Saint-Étienne e il comune di Villars
- Cantone di Saint-Étienne-Nord-Ouest-2: comprende parte della città di Saint-Étienne e i comuni di Roche-la-Molière e Saint-Genest-Lerpt
- Cantone di Saint-Étienne-Sud-Est-1: comprende parte della città di Saint-Étienne
- Cantone di Saint-Étienne-Sud-Est-2: comprende parte della città di Saint-Étienne
- Cantone di Saint-Étienne-Sud-Est-3: comprende parte della città di Saint-Étienne
- Cantone di Saint-Étienne-Sud-Ouest-1: comprende parte della città di Saint-Étienne
- Cantone di Saint-Étienne-Sud-Ouest-2: comprende parte della città di Saint-Étienne

A seguito della riforma approvata con decreto del 26 febbraio 2014, che ha avuto attuazione dopo le elezioni dipartimentali del 2015, il territorio comunale della città di Saint-Étienne è stato ripartito su sei cantoni:
- Cantone di Saint-Étienne-1: comprende parte della città di Saint-Étienne
- Cantone di Saint-Étienne-2: comprende parte della città di Saint-Étienne e i comuni di Le Chambon-Feugerolles e La Ricamarie
- Cantone di Saint-Étienne-3: comprende parte della città di Saint-Étienne e i comuni di Roche-la-Molière e Saint-Genest-Lerpt
- Cantone di Saint-Étienne-4: comprende parte della città di Saint-Étienne e il comune di Villars
- Cantone di Saint-Étienne-5: comprende parte della città di Saint-Étienne e i comuni di Saint-Jean-Bonnefonds e Saint-Priest-en-Jarez
- Cantone di Saint-Étienne-6: comprende parte della città di Saint-Étienne.

### Lista dei Sindaci
Lista dei sindaci dal 1947:
- marzo 1947 al 1964: Alexandre de Fraissinette (RPF poi CNI), deputato;
- dicembre 1964 al 1977: Michel Durafour (CR), ministro;
- marzo 1977 al 1983: Joseph Sanguedolce (PCF);
- marzo 1983 al 1994: François Dubanchet (UDF), senatore;
- maggio 1994 al 2008: Michel Thiollière (Parti radical), senatore;
- maggio 2008 al 2014: Maurice Vincent (PS), senatore;
- dal 2014: Gaël Perdriau (UMP).

## Amministrazione

### Gemellaggi
- Annaba, dal 1981
- Ben Arous, dal 1994
- Coventry, dal 1955
- Des Moines, dal 1984
- Ferrara, dal 1960
- Geltendorf, dal 1966
- Granby (Québec), dal 1960
- Katowice, dal 1994[10]
- Kavala
- Luhans'k, dal 1959
- Nof HaGalil, dal 1974
- Oeiras, dal 1995
- Patrasso, dal 1990
- Toamasina, dal 1967
- Varsavia, dal 1995
- Windsor, dal 1963
- Wuppertal, dal 1960
- Xuzhou, dal 1984
- Şuşa, dal 2018[11]

## Sport
La locale squadra di calcio, l'AS Saint-Étienne, ha vinto dieci volte il campionato francese, ed è approdata alla finale di Coppa dei Campioni 1975-1976, venendo poi battuta dal Bayern Monaco. Il club, che veste una tenuta di colore verde-bianco (da cui il nome "les verts"), è quello in cui è diventato famoso Michel Platini, uno dei più grandi calciatori francesi di tutti i tempi. La squadra di pallacanestro è il Saint-Étienne Basket.

## Università
- Emlyon Business School

## Società

### Evoluzione demografica

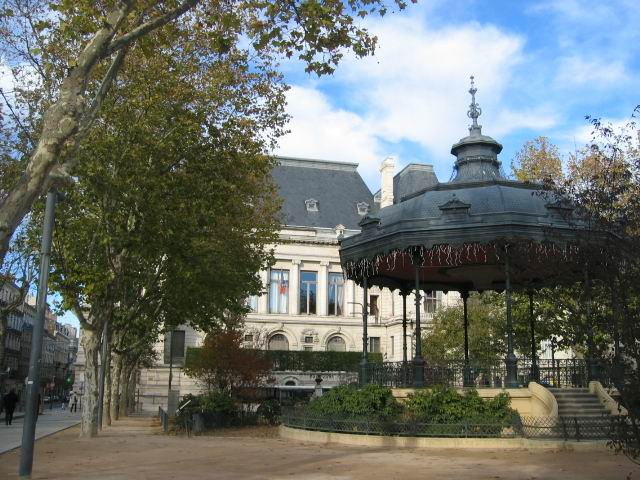
Place Jean Jaures

Abitanti censiti